# Victimae paschali laudes
Il Victimae Paschali è una sequenza che tradizionalmente viene cantata nella solennità di Pasqua e, facoltativamente, nell'ottava. 

## Storia
La composizione, ritenuta dell'XI secolo, viene generalmente attribuita al monaco Wippone, cappellano dell'imperatore Corrado II, ma è stata anche attribuita ad altri, quali l'abate Notker Balbulus, Roberto II di Francia detto il Pio, il compositore di inni latini Adamo di San Vittore.
Insieme ad altre quattro sequenze medievali Victimae Paschali Laudes è tra quelle che sono state preservate nel Missale Romanum pubblicato nel 1570 in seguito al Concilio di Trento svoltosi tra il 1545 e il 1563. Le altre sequenze sono il Dies irae, Lauda Sion Salvatorem, lo Stabat Mater (tolto e poi reinserito) e Veni Sancte Spiritus. Precedentemente al Concilio di Trento le sequenze erano numerosissime, molte chiese locali e molte festività religiose avevano una propria sequenza e per la festività Pasquale c'erano addirittura 16 differenti sequenze.
Il testo di questa sequenza venne musicato a cominciare dal canto gregoriano, da molti compositori del Rinascimento e del Barocco, tra cui Antoine Busnois, Josquin Desprez, Orlando di Lasso, Adrian Willaert, Hans Buchner, Giovanni Pierluigi da Palestrina, William Byrd e Lorenzo Perosi. Il tema viene ripreso nel concerto gregoriano per violino e orchestra P 135 (1921) di Ottorino Respighi. Alcuni inni luterani derivano dal Victimae Paschali Laudes, tra cui Christ ist erstanden, Christ lag in Todesbanden . Alla sua melodia è ispirata anche una cantata di Johann Sebastian Bach. 
Le cinque sequenze sono state ancora mantenute dalla riforma liturgica seguita al concilio Vaticano II ed attualmente in uso nella Chiesa cattolica. 
Il verso 6 ("Credendum est...") attualmente viene omesso. Il verso non viene citato nel Liber Usualis del 1923, mentre è presente senza alcun commento nella Catholic Encyclopedia del 1917.

## Testo liturgico in latino
1. Victimæ paschali laudes
immolent Christiani.
2. Agnus redemit oves:
Christus innocens Patri
reconciliavit peccatores.
2a. Mors et Vita duello
conflixere mirando:
dux vitæ mortuus, regnat vivus.
3. Dic nobis, Maria,
quid vidisti in via?
3a. Sepulcrum Christi viventis,
et gloriam vidi resurgentis,
4. Angelicos testes,
sudarium et vestes.
4a. Surrexit Christus spes mea:
praecedet suos in Galilaeam.
5. [Credendum est magis soli Mariae veraci
quam Judaeorum turbae fallaci.]
5a. Scimus Christum surrexisse a mortuis vere:
Tu nobis, victor Rex, miserere.
Amen. Alleluia.

## Traduzione liturgica in lingua italiana
1. Alla vittima pasquale
si innalzi il sacrificio di lode, 
2. l'Agnello ha redento il gregge,
Cristo l'innocente ha riconciliato
i peccatori col Padre.
2a. Morte e Vita si sono affrontate
in un duello straordinario:
il Signore della vita era morto, ora, regna vivo.
3. Raccontaci, Maria, 
che hai visto sulla via? 
3a. La tomba del Cristo vivente, 
la gloria del risorto; 
4. e gli angeli suoi testimoni, 
il sudario e le vesti; 
4a. Cristo mia speranza è risorto
e precede i suoi in Galilea.
[5. Bisogna credere di più alla sola Maria, veritiera,
piuttosto che alla folla menzognera dei Giudei.]
5a. Siamo certi che Cristo è veramente risorto.
Tu, Re vittorioso, abbi pietà di noi.
Amen. Alleluia.